# Route nationale 86l
La route nationale 86L ou RN 86L était une route nationale française reliant Remoulins à Beaucaire. Elle était jusqu'en 1952 le dernier tronçon de la RN 86 avant que cette dernière soit réorientée vers Nîmes. À la suite de la réforme de 1972, elle a été déclassée en RD 986L.

## Ancien tracé de Remoulins à Beaucaire (D 986L)
- Remoulins (km 0)
- Comps (km 11)
- Beaucaire (km 18)